# Chang San-cheng
Chang San-cheng más conocido como  Simon Chang (en chino: 張善政, pinyin: Zhāng Shànzhèng (Taiwán, República de China, 24 de junio de 1954) es un político, ingeniero, profesor y conferenciante taiwanés. 
Desde hace años ha ocupado cargos de responsabilidad, en diversos departamentos tecnológicos del país y también ha trabajado en empresas privadas como Acer Inc. y Google. 
Inició su carrera política en 2012 siendo ministro sin cartera, en 2014 fue ministro de Ciencia y Tecnología y un tiempo más tarde vice primer ministro. 
Desde el 18 de enero de 2016 y hasta el 20 de mayo de 2016, fue el primer ministro de la República de China.

## Biografía

### Inicios
Es licenciado en Ingeniería civil por la Universidad Nacional de Taiwán en 1976. Luego se trasladó a los Estados Unidos, donde en 1977 obtuvo su título de maestría en la misma materia y en Ingeniería ambiental por la Universidad Stanford (California) y en 1982 obtuvo un doctorado en la misma materia por la Universidad Cornell (Nueva York).
Tras finalizar sus estudios superiores, regresó a su país y comenzó trabajando como conferenciante, profesor asociado y profesor en el Departamento de Ingeniería Civil de la Universidad Nacional de Taiwán ("la misma en la que había estudiado") durante la década de 1981-1990.
En 1991 fue director del Centro Nacional de Computación de Alto Rendimiento (NCHC) y en 1998 fue también Director del Departamento de Planificación y Evaluación del  Consejo Nacional de Ciencia, hasta el 2000 que pasó a trabajar durante unos años en el sector privado, como Vicepresidente del servicio de grupo de negocios y habilitación de la empresa tecnológica mundial: Acer Inc..
Seguidamente en 2010, trabajó para Google como Director de funcionamiento del hardware de Google en Asia.

### Carrera política
Posteriormente en 2012, entró en el mundo de la política como miembro del gabinete "Yuan Ejecutivo" dirigido por el premier Wu Den-yih. Y el día 6 de febrero de ese año fue nombrado por Sean Chen como ministro sin cartera.
Luego el 3 de marzo de 2014, ascendió en el Consejo Nacional de Ciencia y pasó a ser ministro de Ciencia y Tecnología, hasta el 8 de diciembre que tras una reforma del gabinete ejecutivo después de que el partido gobernante Kuomintang (KMT) perdiera en las Elecciones municipales de la República de China de 2014, se convirtió en el vice primer ministro.
Desde el día 18 de enero de 2016, en sucesión de Mao Chi-kuo, fue el primer ministro de la República de China ("más conocido como Premier"), tras haber sido nombrado por el presidente Ma Ying-jeou, cargo que ocupó hasta el 20 de mayo de 2016.